# Bill Goldsworthy
William Alfred Goldsworthy (Waterloo, 24 agosto 1944 – Minneapolis, 29 marzo 1996) è stato un hockeista su ghiaccio e allenatore di hockey su ghiaccio canadese.
Nel corso della carriera da giocatore fu fortemente legato alla franchigia dei Minnesota North Stars con cui rimase per dieci stagioni.

## Carriera

### Club
Goldsworthy giocò per tre stagioni con i Niagara Falls Flyers nella Ontario Hockey Association conquistando la Memorial Cup nel 1965 dopo una prima finale persa nel 1963. Quello stesso anno fu subito ingaggiato fra i professionisti con i Boston Bruins, debuttando così in National Hockey League e disputando due partite.
Nelle due stagioni successive Goldsworthy giocò nell'organizzazione dei Bruins trovando però poco spazio in prima squadra; giocò soprattutto nelle formazioni affiliate nelle leghe minori come gli Oklahoma City Blazers in Central Hockey League e i Buffalo Bisons in American Hockey League.
Nell'estate del 1967 si concluse l'era delle Original Six con l'iscrizione di sei nuove franchigie, permettendo così a numerosi giocatori come Goldsworthy di trovare un posto da titolare in NHL. In occasione dell'NHL Expansion Draft  fu selezionato dai Minnesota North Stars, squadra con cui giocò la maggior parte della propria carriera.
Nella prima stagione della loro storia i North Stars si qualificarono subito per i playoff arrivando a una sola gara dalla qualificazione alla finale di Stanley Cup. A partire dal 1970 divenne uno degli attaccanti più prolifici della lega superando per tre anni di fila quota 30 reti in stagione regolare. La sua miglior stagione fu quella 1973-1974, conclusa con 74 punti in altrettante gare disputate. Fu scelto per quattro volte in occasione dell'NHL All-Star Game e fu il primo giocatore di un expansion team capace di segnare 250 reti in NHL.
Nel 1976 i North Stars erano nel pieno di una fase di ricostruzione dopo tre stagioni concluse fuori dai playoff e iniziarono ad emergere i primi problemi dovuti all'alcolismo. Per questi motivi nell'autunno di quell'anno Goldsworthy, da due anni capitano della squadra, fu ceduto ai New York Rangers. Dopo una sola stagione lasciò la NHL per trasferirsi nella World Hockey Association vestendo le maglie degli Indianapolis Racers e degli Edmonton Oilers.

### Nazionale
Nel settembre del 1972 Goldsworthy fu scelto a sorpresa per far parte della rosa del Canada in occasione delle Summit Series. Egli gioco tre delle otto sfide totalizzando una rete e un assist.

### Dopo il ritiro
Verso la fine della propria carriera da giocatore Goldsworthy ebbe l'opportunità di diventare allenatore in campo degli Indianapolis Racers in WHA dirigendo 29 partite della stagione regolare. Nel 1992 in occasione di una cerimonia al Met Center la sua maglia numero 8 fu ritirata dai Minnesota North Stars.
Nel 1994 prese la guida dei San Antonio Iguanas nella Central Hockey League, tuttavia già nel mese di novembre dovette lasciare la squadra e fu ricoverato a causa di una polmonite. Tuttavia dopo poco tempo si scoprì che Goldsworthy era affetto dall'AIDS, malattia contratta a causa del suo stile di vita sregolato con un forte abuso di alcool e una vita sessuale promiscua. Morì a Minneapolis nel marzo del 1996 a soli 51 anni di età.

## Palmarès

### Club
- Memorial Cup: 1

Niagara Falls: 1965

### Nazionale
- Summit Series: 1

1972

### Individuale
- NHL All-Star Game: 2

1970, 1972, 1974, 1975